# Xezo
Xezo es una marca estadounidense de diseño de artículos de lujo, entre los que figuran relojes de pulsera y sus movimientos, plumas estilográficas, gafas y carteras de cuero.

## Historia
La compañía Xezo fue fundada en 2001 por Yevgeny Genin, un inmigrante ucraniano residente en Houston, Texas.
Técnicamente, opera como una marca marca blanca, y diseña y fabrica sus relojes en Suiza.

## Productos
Los artículos de Xezo suelen lanzarse en ediciones limitadas de 500 unidades o menos. Los materiales típicos utilizados en la fabricación de los productos de Xezo incluyen plata esterlina, nácar, oro de 18 quilates, platino y cromado.
Varios de los diseños de sus artículos se basan en los estilos Art déco y Modernista.
Produce Bolígrafos, rotuladores y plumas estilográficas. Los relojes se fabrican con movimientos de cuarzo o movimientos mecánicos automáticos. Los productos de cuero se elaboran artesanalmente con cuero italiano o curtido vegetal. Las gafas se fabrican con monturas de titanio.